# نیکی رپ
نیکی رپ (به انگلیسی: Nicki Rapp) (متولد ۴ سپتامبر ۱۹۷۲)؛ صداپیشه آمریکایی است که بیشتر برای صداپیشگی او به عنوان لی‌لی در مرده راه‌رونده و سری بازی‌های سیمز شناخته شده است.

## نقش
| سال       | اسم                       | نقش               | توضیحات  |
| --------- | ------------------------- | ----------------- | -------- |
| ۲۰۰۲-۲۰۱۳ | سری سیمز                  | سیم               |          |
| ۲۰۰۷      | پنهان ۲                   | جان وانگ          |          |
| ۲۰۰۹      | قصه‌های جزیره میمون        | مورگان ل‌فلی       | فصل پنجم |
| ۲۰۱۰      | سام و مکس: نمایشگاه شیطان | سامن ناک/ سم جی‌آر |          |
| ۲۰۱۲      | مرده راه‌رونده: فصل اول    | لی‌لی کال          | فصل سوم  |